# Метод аналізу ієрархій

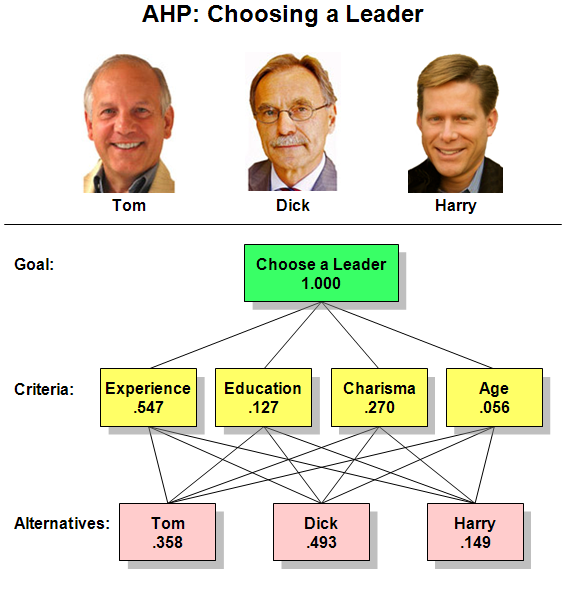
Проста ієрархія МАІ з остаточними пріоритетами. Мета — вибрати найбільш підходящого лідера з трьох кандидатів. Факторами, які слід враховувати, є досвід, освіта, харизма та вік. Згідно з рішеннями тих, хто приймає рішення, Дік є найсильнішим кандидатом, за ним Том, потім Гаррі.

Метод аналізу ієрархій (МАІ) — це структурований метод організації та аналізу складних рішень, заснований на математиці та психології. Може використовуватись як індивідуально, так і при груповому ухваленні рішень. Розроблений в 1970-х роках Томасом Л. Сааті, який співпрацював з Ернестом Форманом для розробки програмного забезпечення Expert Choice у 1983 році. Метод дає кількісну оцінку ваги критеріїв для ухвалення рішень. Для оцінки відносної величини факторів за допомогою парних порівнянь використовується досвід окремих експертів. Кожен із респондентів повинен порівняти відносну важливість між двома пунктами відповідно до спеціально розробленої анкети (хоча більшість опитувань прийняли п'ятибальну шкалу Лікерта, анкета МАІ передбачає використання від 1 до 9).

## Опис

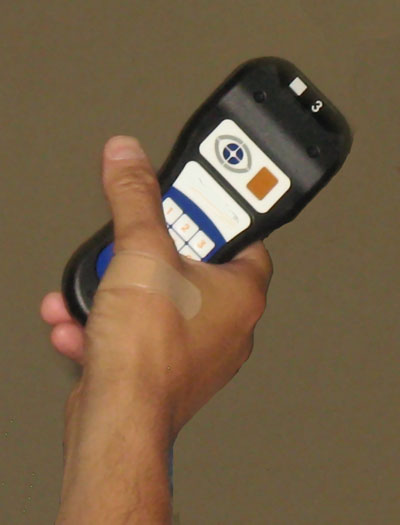
Типовий пристрій для вводу суджень на сесії групового ухвалення рішень з використанням МАІ

Використання МАІ передбачає математичний синтез численних суджень про рішення розв'язуваної проблеми. Нерідкі випадки, коли кількість суджень становить десятки чи навіть сотні. Хоча підрахунки можна робити вручну або за допомогою калькулятора, набагато частіше використовується один із декількох комп'ютеризованих методів введення та синтезу суджень. Найпростіші з них включають стандартне програмне забезпечення для електронних таблиць, в той час як найскладніші використовують спеціальне програмне забезпечення, часто доповнене спеціальними пристроями для отримання суджень осіб, які приймають рішення, зібраних у залі засідань.
Процедуру використання МАІ можна коротко описати так:
- Змоделювати проблему як ієрархію, що містить мету ухвалення рішення, альтернативи для її досягнення та критерії оцінки альтернатив.
- Встановити пріоритети серед елементів ієрархії, зробивши ряд суджень на основі попарного порівняння елементів. Наприклад, порівнюючи потенційні закупівлі комерційної нерухомості, інвестори можуть сказати, що віддають перевагу розташуванню над ціною та ціні перед термінами.
- Синтезувати (об'єднати) ці судження, щоб отримати набір загальних пріоритетів для ієрархії. Поєднати наприклад судження інвесторів про місце розташування, ціну та терміни для об'єктів A, B, C та D у загальних пріоритетах для кожного об'єкта нерухомості.
- Перевірити узгодженість суджень.
- Підійти до остаточного рішення за результатами цього процесу.[5]

Ці кроки більш детально описані нижче.

### Моделювання проблеми як ієрархії
Першим кроком у МАІ є моделювання проблеми як ієрархії. Роблячи це, учасники досліджують аспекти проблеми на рівнях від загального до детального, а потім висловлюють її на багаторівневій основі, що вимагає МАІ. Працюючи над побудовою ієрархії, вони покращують своє розуміння проблеми, її контексту, а також думок і почуттів один одного.

#### Визначення ієрархії
Ієрархія — це система ранжування та організації людей, речей, ідей тощо, де кожен елемент системи, крім найвищого, підпорядкований одному або декільком іншим елементам. Хоча поняття ієрархії легко сприймається інтуїтивно, його також можна описати математично. Діаграми ієрархій часто мають форму піраміди, але крім необхідності мати один елемент у верхній частині, ієрархії необов'язково мати форму піраміди.
У світі ідей ми використовуємо ієрархію, щоб допомогти собі отримати детальне знання складної реальності: ми структуруємо реальність на її складові частини, а вони, в свою чергу, на свої складові частини, рухаючись вниз по ієрархії на стільки рівнів, скільки нам цікаво. На кожному кроці ми зосереджуємось на розумінні окремого компонента цілого, тимчасово нехтуючи іншими компонентами на цьому та всіх інших рівнях. Проходячи цей процес, ми збільшуємо наше глобальне розуміння будь-якої складної реальності, яку ми вивчаємо. Наприклад студенти-медики використовують ієрархію під час вивчення анатомії — вони окремо розглядають опорно-руховий апарат (включаючи такі частини та частини, як рука та складові м'язи та кістки), систему кровообігу (та багато її рівнів та гілок), нервову систему (та її численні компоненти та підсистеми) тощо, поки вони не охоплять всі системи та важливі підрозділи кожної. Просунуті студенти продовжують поділ аж до рівня клітини або молекули. Зрештою, студенти розуміють «загальну картину» та значну кількість її деталей. Мало того, вони розуміють відношення окремих частин до цілого. Працюючи в ієрархічній формі, вони отримали всебічне розуміння анатомії.
Подібним чином, при підході до складної проблеми ухвалення рішення можливо використовувати ієрархію, щоб інтегрувати великі обсяги інформації в наше розуміння ситуації. Побудувавши цю інформаційну структуру, ми формуємо все кращу і кращу картину проблеми в цілому.

#### Ієрархії в МАІ
Ієрархія МАІ є структурованим засобом моделювання відповідного рішення. Вона складається із загальної мети, групи варіантів або альтернатив для досягнення мети та групи факторів або критеріїв, які пов'язують альтернативи з метою. Критерії можуть бути далі розбиті на підкритерії, підпідкритерії тощо на стільки рівнів, скільки вимагає проблема. Критерій може застосовуватись не однорідно, але, може мати градуйовані відмінності, як-от трохи солодкого приємно, але занадто багато солодкого може завдати шкоди. У цьому випадку критерій поділяється на підкритерії, що вказують на різну інтенсивність критерію, такі як: мала, середня, висока, і ці інтенсивності мають пріоритет через порівняння за батьківським критерієм, солодкість. Опубліковані описи програм МАІ часто включають схеми та описи їх ієрархій; деякі прості показані в цій статті. Більш складні ієрархії МАІ були зібрані та передруковані щонайменше в одній книзі.
Структура будь-якої ієрархії МАІ буде залежати не тільки від характеру розглядуваної проблеми, а й від знань, суджень, цінностей, думок, потреб, потреб тощо учасників процесу ухвалення рішень. Побудова ієрархії, як правило, передбачає значні обговорення, дослідження та відкриття учасниками. Навіть після початкової побудови його можна змінити з урахуванням нещодавно продуманих критеріїв або критеріїв, які спочатку не вважалися важливими; альтернативи також можна додавати, видаляти або змінювати.
Щоб краще зрозуміти ієрархію МАІ, необхідно розглянути проблему ухвалення рішення з метою, яку потрібно досягти, трьома альтернативними способами досягнення цілі та чотирма критеріями, за якими альтернативи потрібно вимірювати.
Таку ієрархію можна візуалізувати як схему, подібну до тієї, що знаходиться безпосередньо внизу, з ціллю вгорі, трьома альтернативами внизу та чотирма критеріями між ними. Існують корисні терміни для опису частин таких діаграм. Кожне поле називається вузлом. Вузол, який підключений до одного або декількох вузлів на нижчому рівні, називається батьківським вузлом. Вузли, до яких він так прив'язаний, називаються його дочірніми.
Застосовуючи ці визначення до наведеної нижче схеми, мета є батьківською для чотирьох критеріїв, а чотири критерії є дочірніми для цілі. Кожен критерій є батьківським для трьох альтернатив. 

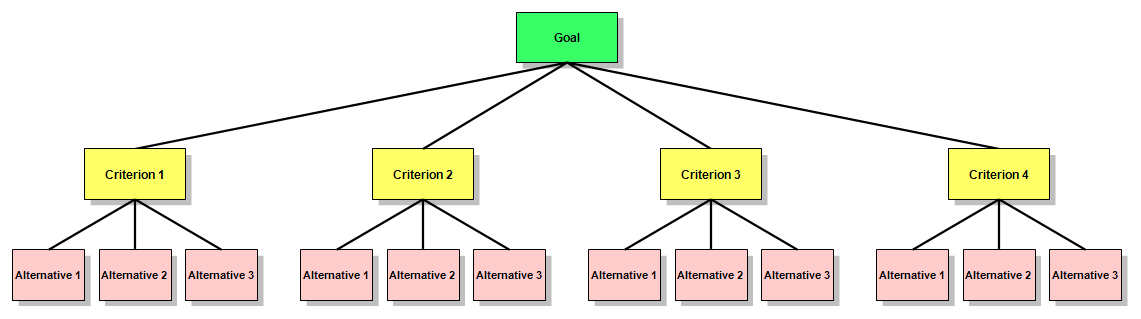
Проста ієрархія МАІ. Існує три Альтернативи досягнення Цілі та чотири Критерії, які слід використовувати для ухвалення рішення серед них. Зверніть увагу, що є лише три альтернативи, але на схемі кожна з них повторюється під кожним із батьківських вузлів.

Щоб зменшити розмір необхідного креслення, зазвичай представляють ієрархії МАІ, як показано на діаграмі нижче, лише з одним вузлом для кожної альтернативи та з декількома лініями, що з'єднують альтернативи та критерії, що застосовуються до них. Щоб уникнути безладу, ці рядки іноді опускають або зменшують кількість. Незалежно від таких спрощень на схемі, у фактичній ієрархії кожен критерій індивідуально пов'язаний з альтернативами. Рядки можна вважати спрямованими вниз від батьків на одному рівні до його дітей на рівні нижче.

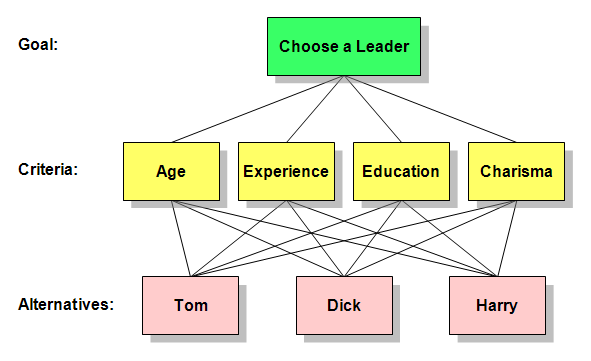
Ієрархія МАІ для вибору лідера. Є одна мета, три кандидати та чотири критерії вибору серед них.

### Оцінка ієрархії
Після побудови ієрархії учасники аналізують її через серію попарних порівнянь, які отримують числові шкали вимірювань для вузлів. Критерії попарно порівнюються по важливості для цілі. Альтернативи попарно порівнюються за кожним із критеріїв. Порівняння обробляються математично, а пріоритети виводяться для кожного вузла.
Розглянемо наведений вище приклад «Вибір лідера». Важливим завданням осіб, які приймають рішення, є визначення ваги, яку слід надати кожному критерію при виборі лідера. Іншим важливим завданням є визначення ваги, яку слід приписати кожному кандидату з урахуванням кожного з критеріїв.

### Встановлення пріоритетів

#### Визначення та пояснення пріоритетів
Пріоритетами є числа, пов'язані з вузлами ієрархії МАІ. Вони представляють відносну вагу вузлів будь-якої групи.
Як і ймовірності, пріоритетами є безрозмірні величини між нулем та одиницею, без одиниць виміру та розмірів. Вузол з пріоритетом 0,200 має вдвічі більшу вагу для досягнення цілі, як той, що має пріоритет 0,100, у десять разів перевищує вагу з пріоритетом 0,020 тощо. Залежно від розглянутої проблеми, «вага» може означати важливість, перевагу, імовірність або будь-який фактор, який розглядається особами, що приймають рішення.
Пріоритети розподіляються по ієрархії відповідно до її архітектури, і їх значення залежать від інформації, що вводиться користувачами процесу. Пріоритети Цілі, Критеріїв та Альтернативи тісно пов'язані, але їх слід розглядати окремо.
За визначенням, пріоритетом Цілі є 1. Пріоритети альтернатив завжди складають до 1. Речі можуть ускладнитися з кількома рівнями критеріїв, але якщо існує лише один рівень, їх пріоритети також додаються до 1,000. Все це проілюстровано пріоритетами у наведеному нижче прикладі.

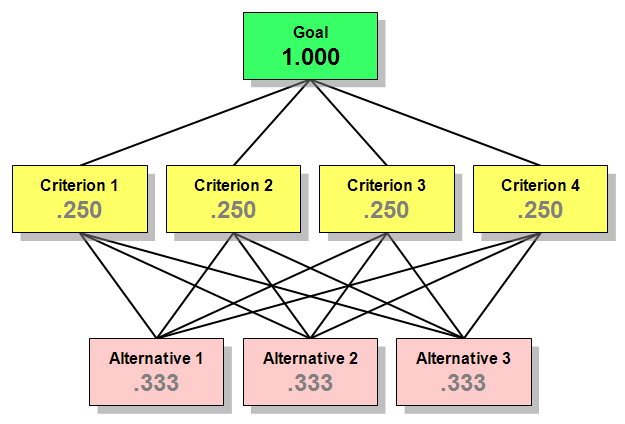
Проста ієрархія і призначеними за замовчанням пріоритетами.

Зауважте, що пріоритети на кожному рівні прикладу — мета, критерії та альтернативи — складають до 1.
Показані пріоритети — це ті, які існують до введення будь-якої інформації про ваги критеріїв чи альтернатив, тому пріоритети на кожному рівні рівні. Їх називають пріоритетами ієрархії за замовчуванням. Якби до цієї ієрархії було додано п'ятий критерій, пріоритетом за замовчуванням для кожного критерію було б 0,200. Якби було лише дві Альтернативи, кожна мала б пріоритет за замовчуванням 0,500.
Дві додаткові концепції застосовуються, коли ієрархія має більше одного рівня критеріїв: місцеві пріоритети та глобальні пріоритети. Розглянемо наведену нижче ієрархію, яка має кілька підкритеріїв за кожним Критерієм.

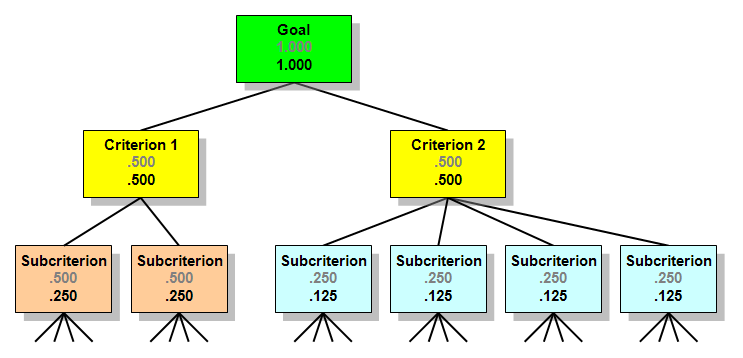
Більш складна ієрархія МАІ з локальними та глобальними пріоритетами за замовчуванням. З метою ясності альтернативи рішення не відображаються на схемі.

Локальні пріоритети, позначені сірим кольором, представляють відносну вагу вузлів у групі братів і сестер відносно їх батьків. Локальні пріоритети кожної групи Критеріїв та підкритеріїв їх братів і сестер складають до 1,000. Глобальні пріоритети, показані чорним, отримуються шляхом множення локальних пріоритетів братів і сестер на загальний пріоритет їх батьків. Глобальні пріоритети для всіх підкритеріїв рівня складають до 1,000.
Правило таке: у рамках ієрархії глобальні пріоритети дочірніх вузлів завжди складаються із загальним пріоритетом їх батьків. У групі дітей місцеві пріоритети складають до 1,000.
Поки що ми розглядали лише пріоритети за замовчуванням. По мірі просування процесу аналізу ієрархії пріоритети змінюватимуться від значень за замовчуванням, оскільки особи, що приймають рішення, вводять інформацію про важливість різних вузлів. Вони роблять це, роблячи серію попарних порівнянь.

#### Попарне порівняння
Для визначення пріоритетів серед варіантів рішень та ваг критеріїв проводяться їх попарні порівняння «кожний-з-кожним» за шкалою у таблиці нижче. Результатом попарних порівнянь є оцінка рівня переваги альтернативи {\displaystyle A_{i}} над {\displaystyle A_{j}}.
| Рівень переваги | Визначення                                | Пояснення                                                                                       |
| 1               | Відсутність переваги                      | Внесок альтернатив до цілі однаковий                                                            |
| 2               | Слабка перевага                           |                                                                                                 |
| 3               | Посередня перевага                        | Досвід та судження трохи сприяють одній з альтернатив над іншою                                 |
| 4               | Більш ніж посередня перевага              |                                                                                                 |
| 5               | Сильна перевага                           | Досвід та судження сильно сприяють одній з альтернатив над іншою                                |
| 6               | Більш ніж сильна перевага                 |                                                                                                 |
| 7               | Дуже сильна або продемонстрована перевага | Перевага дуже сприятлива до однієї з альтернатив, її домінування продемонстровано на практиці   |
| 8               | Дуже, дуже сильна перевага                |                                                                                                 |
| 9               | Екстремальна перевага                     | Докази, що сприяють одній з альтернатив над іншою є найвищим можливим порядком підтвердження    |
| 1,1 — 1,9       | Значення, близькі до відсутності переваги | Коли альтернативи дуже близькі, додавання знаків після коми дозволяє показати наявність різниці |

Якщо у порівнянні альтернатив {\displaystyle A_{i},A_{j}} оцінено перевагу як {\displaystyle a_{i,j}}, то при зворотному порівнянні {\displaystyle A_{i},A_{j}} перевага оцінюється обернено {\displaystyle a_{j,i}={\frac {1}{a_{i,j}}}}. Перевага при порівнянні альтернативи із самою собою оцінюється як 1.
Результатом попарних порівнянь альтернатив є матриця попарних порівнянь альтернатив {\displaystyle A_{1}...A_{n}} виду:
{\displaystyle {\begin{matrix}&A_{1}...A_{n}\\{\begin{matrix}A_{1}\\...\\A_{n}\end{matrix}}&{\begin{bmatrix}a_{1,1}&...&a_{1,n}\\\\a_{n,1}&...&a_{n,n}\end{bmatrix}}\end{matrix}}},
де по головній діагоналі розташовано одиниці, {\displaystyle a_{j,i}={\frac {1}{a_{i,j}}}} та {\displaystyle a_{j,k}={\frac {a_{i,k}}{a_{i,j}}}} .

#### Визначення вагових коефіцієнтів з попарних порівнянь
Процедура визначення вагових коефіцієнтів з попарних порівнянь може бути використана як для оцінки пріоритетів самих критеріїв, так і для оцінки альтернатив за результатами попарних порівнянь.
Вхідними даними приймається матриця попарних порівнянь
{\displaystyle {\begin{matrix}&A_{1}...A_{n}\\{\begin{matrix}A_{1}\\...\\A_{n}\end{matrix}}&{\begin{bmatrix}a_{1,1}&...&a_{1,n}\\\\a_{n,1}&...&a_{n,n}\end{bmatrix}}\end{matrix}}}
Для матриць попарних порівнянь
значенням вагових коефіцієнтів буде власний вектор матриці, такий що
{\displaystyle {\begin{bmatrix}a_{1,1}&...&a_{1,n}\\\\a_{n,1}&...&a_{n,n}\end{bmatrix}}{\begin{bmatrix}W_{1}\\...\\W_{n}\end{bmatrix}}=n{\begin{bmatrix}W_{1}\\...\\W_{n}\end{bmatrix}}}
або скорочено {\displaystyle AW=nW} або {\displaystyle (A-nI)W=0}, де {\displaystyle I} — одинична матриця.
Розрахунок коефіцієнтів вектора {\displaystyle W_{i}} здійснюється за наступною формулою:
{\displaystyle W_{i}={\frac {\sqrt[{n}]{\prod _{j=1}^{n}a_{i,j}}}{\sum _{i=1}^{n}{\sqrt[{n}]{\prod _{j=1}^{n}a_{i,j}}}}}},
тобто {\displaystyle W_{i}} — це нормоване середнє геометричне значень попарних порівнянь по кожному рядку. Слід зауважити, що наведена формула розрахунку власного вектора не є універсальною і спирається на властивості матриці порівнянь: {\displaystyle a_{j,i}={\frac {1}{a_{i,j}}}} та {\displaystyle a_{j,k}={\frac {a_{i,k}}{a_{i,j}}}}

#### Перевірка узгодженості матриці порівнянь
На практиці внаслідок помилок експертів, обмеженості простору можливих значень переваг при попарних порівняннях можливе недотримання властивості {\displaystyle a_{j,k}={\frac {a_{i,k}}{a_{i,j}}}} та навіть транзитивності відношення переваги між альтернативами. Тобто матриця попарних порівнянь стає неузгодженою.
Матриці розміром менше ніж 3x3 завжди узгоджені.
Для перевірки узгодженості матриці порівнянь із значень матриці порівнянь та значень власного вектора будується матриця {\displaystyle E} розміром {\displaystyle n\times n}, кожен елемент якої {\displaystyle \epsilon _{i,j}=a_{i,j}{W_{j} \over W_{i}}}, де {\displaystyle i,j=1....n}.
Далі обчислюється сума всіх елементів матриці {\displaystyle E}
{\displaystyle \lambda _{max}=\sum _{j=1}^{n}\epsilon _{i,j}} по кожному рядку, обирається максимальне значення.
Якщо матриця попарних порівнянь була повністю узгоджена, то {\displaystyle \lambda _{max}=n}, в іншому випадку {\displaystyle \lambda _{max}>n}. Далі обчислюється індекс узгодженості {\displaystyle \mu ={\left\vert {\lambda _{max}}-n\right\vert  \over {n-1}}}.
| Розмір матриці (n)                          | 1 | 2 | 3    | 4    | 5    | 6    | 7    | 8    | 9    | 10   | 11   | 12   | 13   | 14   | 15   |
| ------------------------------------------- | - | - | ---- | ---- | ---- | ---- | ---- | ---- | ---- | ---- | ---- | ---- | ---- | ---- | ---- |
| Табличний індекс ({\displaystyle \mu _{T}}) | 0 | 0 | 0,52 | 0,89 | 1,11 | 1,25 | 1,35 | 1,40 | 1,45 | 1,49 | 1,52 | 1,54 | 1,56 | 1,58 | 1,59 |

Відношення узгодженості (англ. consistency ratio) обчислюється як відношення обчисленого індексу узгодженості {\displaystyle \mu } до табличного індексу {\displaystyle \mu _{T}}.
Матриця попарних порівнянь вважається узгодженою, якщо {\displaystyle \mu /\mu _{T}<0.1}. Якщо матриця попарних порівнянь не є узгодженою, то необхідно у матриці {\displaystyle E} знайти максимальне значення {\displaystyle \epsilon _{i,j}} і переглянути порівняння альтернатив {\displaystyle A_{i}} та {\displaystyle A_{j}}.

### Розрахунок пріоритетів альтернатив
Першим кроком у розрахунку пріоритетів альтернатив є попарне порівняння альтернатив за кожним критерієм. Тобто для K критеріїв повинно бути сформовано K матриць попарного порівняння. З матриць попарного порівняння розраховується K векторів {\displaystyle W^{(k)}={\begin{bmatrix}W_{1}^{(k)}\\...\\W_{n}^{(k)}\end{bmatrix}}} ваг з n елементів кожен де (k) означає k-й критерій, n — кількість альтернатив.
З векторів {\displaystyle W^{(k)}}формується матриця виду
{\displaystyle {\begin{matrix}&\\{\begin{matrix}A_{1}\\...\\A_{n}\end{matrix}}&{\begin{bmatrix}W_{1}^{(1)}&...&W_{1}^{(k)}\\\\W_{n}^{(1)}&...&W_{n}^{(k)}\end{bmatrix}}\end{matrix}}}
де кожному рядку відповідає одна альтернатива. Зазначена матриця множиться на вектор вагових коефіцієнтів критеріїв.
{\displaystyle {\begin{bmatrix}W_{1}^{(1)}&...&W_{1}^{(k)}\\\\W_{n}^{(1)}&...&W_{n}^{(k)}\end{bmatrix}}{\begin{bmatrix}W^{(1)}\\...\\W^{(k)}\end{bmatrix}}}
Результатом буде вектор пріоритетів альтернатив. Альтернатива з найбільшим значенням пріоритету має найбільшу перевагу.

## Галузі застосування
МАІ має особливе застосування в груповому ухваленні рішень, і застосовується у всьому світі в широкому спектрі ситуацій ухвалення рішень у таких галузях як уряд, бізнес, промисловість, охорона здоров'я, суднобудування та освіта.
Замість того, щоб визначити «правильне» рішення, МАІ допомагає особам, які приймають рішення, знайти те, яке найкраще відповідає їх цілі та їхньому розумінню проблеми. Він забезпечує раціональну основу для структурування проблеми ухвалення рішень, для представлення та кількісної оцінки її елементів, для зв'язку цих елементів із загальними цілями та для оцінки альтернативних рішень.
Користувачі МАІ спочатку розкладають свою проблему ухвалення рішень на ієрархію легших для сухвалення підпроблем, кожна з яких може бути проаналізована незалежно. Елементи ієрархії можуть стосуватися будь-якого аспекту проблеми ухвалення рішення — матеріального чи нематеріального, ретельно виміряного або грубо оціненого, добре або погано зрозумілого — будь-чого, що стосується відповідного рішення.
Після того, як ієрархія побудована, особи, що приймають рішення, систематично оцінюють різні її елементи, порівнюючи їх один з одним попарно, з огляду на їх вплив на елемент над ними в ієрархії. Здійснюючи порівняння, особи, що приймають рішення, можуть використовувати конкретні дані про елементи, але вони, як правило, використовують свої судження щодо відносного значення та важливості елементів. Суть МАІ полягає в тому, що при проведенні оцінок можна використовувати людські судження, а не лише основну інформацію.
МАІ перетворює ці оцінки на числові значення, які можна обробити та порівняти наскрізно протягом усього процесу ухвалення рішень. Ваговий коефіцієнт або пріоритет виводиться для кожного елемента ієрархії, що дозволяє порівнювати між собою різні та часто неспівставні елементи раціональним та послідовним способом. Ця можливість відрізняє МАІ від інших методів ухвалення рішень.
На завершальному етапі процесу обчислюються числові пріоритети для кожної з альтернатив рішення. Ці цифри відображають відносну здатність альтернатив досягти цілі ухвалення рішення, тому вони дозволяють прямо розглянути різні напрямки дій.
Попри те, що його можуть використовувати особи, які працюють над прямолінійними рішеннями, МАІ є найбільш корисним, коли групи людей працюють над складними проблемами, особливо тими, де є високі ставки, за участю людського сухвалення та суджень, де рішення мають довгострокові наслідки. Він має унікальні переваги, коли важливі елементи рішення важко кількісно визначити або порівняти, або коли спілкуванню між членами команди перешкоджають їхні різні спеціалізації, термінології чи перспективи.
Ситуації ухвалення рішень, до яких може застосовуватися МАІ, включають:
- Вибір — вибір однієї альтернативи із заданого набору альтернатив, зазвичай там, де задіяно кілька критеріїв ухвалення рішення.
- Ранжування — введення набору альтернатив у порядку від найбільш до найменш бажаного.
- Пріоритетність — визначення відносних переваг членів набору альтернатив, на відміну від вибору одного або просто їх ранжування.
- Розподіл ресурсів — розподіл ресурсів між набором альтернатив.
- Бенчмаркинг — порівняння процесів у власній організації з процесами інших організацій з найкращими практиками.
- Управління якістю — розгляд багатовимірних аспектів якості та вдосконалення якості.
- Розв'язання конфліктів — розв'язання суперечок між сторонами з, імовірно, несумісними цілями або позиціями.[14]

Застосування МАІ до складних ситуацій ухвалення рішень налічують тисячі прикладів, і дали значні результати у проблемах, пов'язаних із плануванням, розподілом ресурсів, встановленням пріоритетів та вибором серед альтернатив. Інші сфери включають прогнозування, загальне управління якістю, розробку бізнес-процесів, розгортання функції якості та збалансовану систему показників. Багато програм МАІ не оприлюднюються, оскільки вони рішення ухвалюють на високих рівнях великих організацій, де міркування безпеки та конфіденційності забороняють їх розголошення. Але деякі способи використання МАІ обговорювалися в літературі. Зокрема вони включали:
- вибір типу ядерного реактора (Міланський політехнічний університет);[16]
- вирішення, як найкраще зменшити вплив глобальної зміни клімату(Fondazione Eni Enrico Mattei);[17]
- кількісну оцінку загальної якості програмних систем (Microsoft Corporation);[18]
- вибір університетського факультету (Bloomsburg University of Pennsylvania);[19]
- вирішення питання про місцезнаходження офшорних виробництв (Кембриджський університет);[20]
- Оцінку ризику при експлуатації міжнародних нафтопроводів (Американське товариство цивільних інженерів[en]);[21]
- рішення, як найкраще керувати вододілами США (Міністерство сільського господарства США);[15]
- визначення та оцінку найбільш ефективних підходів до впровадження SAP[22];
- прискорене будівництво мостів — інструмент ухвалення рішень, який допомагає визначити життєздатність прискореного будівництва мостів у порівнянні з традиційними методами будівництва та у виборі відповідних стратегій будівництва та укладання договорів для кожного конкретного випадку.[23]

МАІ іноді використовується при розробці дуже конкретних процедур для конкретних ситуацій, таких як ранжування будівель за історичним значенням. Також МАІ було застосовано до проекту, який використовує відеокадри для оцінки стану автошляхів у Вірджинії. Інженери-шляховики спочатку використовували його для визначення оптимального обсягу проекту, а потім для обґрунтування його бюджету перед законодавцями.

## Освіта та наукові дослідження
Хоча використання МАІ не вимагає спеціальної академічної підготовки, воно вважається важливим предметом у багатьох вищих навчальних закладах, включаючи інженерні школи та вищі бізнес-школи. Це важливий предмет у галузі якості, і він викладається на багатьох спеціалізованих курсах, включаючи Шість сигма, Ощадливі шість сигма та Розгортання функції якості.
Цінність МАІ визнана в розвинених країнах світу та країнах, що розвиваються. Прикладом є Китай — майже сотня китайських університетів пропонують курси МАІ, і багато аспірантів вибирають МАІ як предмет своїх досліджень та дисертацій. Понад 900 статей опубліковано на цю тему в Китаї, та існує принаймні один китайський науковий журнал, присвячений виключно МАІ.
Міжнародний симпозіум з процесу аналізу ієрархії (ISAHP) проводить щоквартальні зустрічі вчених та практиків, зацікавлених у цій галузі. Висвітлено широкий спектр тем. Ці показники у 2005 році варіювались від «Встановлення стандартів оплати для хірургічних спеціалістів», до «Дорожнього плану стратегічних технологій» і до «Реконструкції інфраструктури в зруйнованих країнах». На зустрічі 2007 р. у Вальпараїсо, Чилі було представлено понад 90 робіт з 19 країн, включаючи США, Німеччину, Японію, Чилі, Малайзію та Непал. Подібна кількість робіт була представлена на симпозіумі 2009 р. у Пітсбурзі, Пенсильванія, де було представлено 28 країн.

## Критика
МАІ включений у більшість підручників з дослідження операцій та менеджменту і викладається у багатьох університетах; він широко використовується в організаціях, які ретельно досліджували його теоретичні основи. Хоча існує загальний консенсус в тому, що він є і технічно обґрунтованим, і практично корисним, метод має своїх критиків. На початку 1990-х рр. в Management Science була опублікована серія дискусій між критиками та прихильниками МАІ. та журналі The Journal of the Operational Research Society. Ці дискусії, здається, були врегульовані на користь МАІ:
- Поглиблений документ, що обговорює та спростовує академічну критику МАІ, був опублікований у Operations Research у 2001.
- Стаття у Management Science 2008 року, в якій оглядається 15-річний прогрес у всіх сферах багатокритеріального ухвалення рішень, показав, що публікації щодо МАІ набагато перевершують публікації в будь-якій іншій галузі, характеризуючи їх зростання як «величезне».[42]
- Також у 2008 році найбільше товариство з досліджень операцій Institute for Operations Research and the Management Sciences офіційно визнало широкий вплив МАІ на його галузі.[43]

Подекуди критика все ще з'являється. У роботі 1997 р. розглядалися можливі недоліки у словесному (чисельному) масштабі, який часто використовується при попарному порівнянні у МАІ. Інша робота того ж року стверджувала, що нешкідливі зміни в моделі МАІ можуть запровадити порядок там, де його немає. У роботі 2006 року показано, що додавання критеріїв, за якими всі альтернативи є однаковими, може змінити пріоритети альтернатив.

### Зміна рангу
ухвалення рішень передбачає ранжування альтернатив за критеріями чи ознаками цих альтернатив. Це аксіома деяких теорій ухвалення рішень, згідно з якою, коли до проблеми вирішення додаються нові альтернативи, ранжування старих альтернатив не повинно змінюватися — те, що називається зміною рангу не повинно відбуватися.
Існує дві школи думок про зміну рангу. Одна стверджує, що нові альтернативи, що не вводять додаткових атрибутів, не повинні спричинити зміну рангу ні за яких обставин. Інша стверджує, що існують ситуації, коли обґрунтовано можна очікувати зміни рангу. Оригінальне формулювання МАІ дозволяло зміну рангу. У 1993 р. Форман запропонував другий режим синтезу МАІ, який називається ідеальним режимом синтезу, для вирішення ситуацій вибору, в яких додавання або вилучення «нерелевантної» альтернативи не повинно і не спричинятиме зміни в ряду існуючих альтернатив. Поточна версія МАІ може вмістити обидві ці школи — її ідеальний режим зберігає ранг, тоді як режим розподілу дозволяє змінювати ранги. Будь-який режим вибирається відповідно до проблеми.
Зміна рангу та МАІ детально обговорюються у статті 2001 р у Operations Research, а також у главі під назвою Збереження та зміна рангу, в поточній базовій книзі про МАІ. Пізніше представлені опубліковані приклади зміни рангу через додавання копій та близьких копій альтернативи, через нетранзитивність правил ухвалення рішень, додавання альтернатив-фантомів та приманок та через явище перемикання в функціях корисності. Там також обговорюються розподільчий та ідеальний режими МАІ.
Нова форма зміни рангу МАІ була виявлена в 2014 році в якому МАІ формує зворотний порядок ранжування при усуненні нерелевантних даних, тобто даних, які не диференціюють альтернативи.
Існують різні типи зміни рангу. Крім того, інші методи багатокритеріального ухвалення рішень, такі як TOPSIS, ELECTRE, PROMETHEE, можуть демонструвати такі зміни рангу.

### Немонотонність деяких методів визначення вагових коефіцієнтів
У матриці порівняння можна замінити судження менш вигідним судженням, а потім перевірити, чи не стає показник нового пріоритету менш вигідним, ніж вихідний пріоритет. У контексті турнірних матриць Оскар Перрон довів, що метод власного вектора не є монотонним. Цю поведінку можна також продемонструвати для взаємних n x n матриць, де n>3. Альтернативні підходи обговорюються в інших місцях.